# Pala dei Mercanti
La Pala dei Mercanti (Madonna in trono tra i santi Petronio e Giovanni evangelista) è un dipinto tempera su tela (227×166 cm) di Francesco del Cossa, firmato e datato al 1474 e conservato nella Pinacoteca Nazionale di Bologna.

## Storia
La pala venne commissionata da Alberto de' Cattani e Domenico degli Amorini per il palazzo della Mercanzia nel Foro dei Mercanti a Bologna. Si tratta di una delle ultime opere dell'artista ferrarese che, attivo da un paio d'anni a Bologna, morì nel 1478 per una pestilenza. L'opera arrivò in pinacoteca tramite l'Istituto delle Scienze dell'Accademia Clementina.

## Descrizione e stile
Maria col Bambino è seduta su un trono al centro di una nicchia marmorea. Sul bordo del gradino del trono si trova la firma dell'artista: FRANCISCVS COSSA FE[RRAR]IENSIS F. 1474; seguono i nomi dei committenti: D. ALBERTVS DE CATTANEIS IVDEX. ET DÑCVS DE AMORINIS NOTS DE EOR PRO FI FECERVNT.
Ai suoi fianchi stanno san Petronio (sinistra) e san Giovanni Evangelista (destra), riconoscibili per il nome inciso sul cornicione della parete dietro ciascuno e per vari attributi tipici: Petronio ad esempio è vestito con l'abito vescovile e tiene in mano, oltre al bastone pastorale, un modellino della città di Bologna, della quale è il protettore; Giovanni evangelista invece tiene in mano il suo vangelo. Accanto a Petronio si scorge la figura inginocchiata del committente Alberto de' Cattanei, in ombra col profilo illuminato in maniera radente. Una delle caratteristiche più straordinarie della pala è proprio l'attenzione rivolta alla luce che incide le figure da sinistra, lasciando in ombra tutto quello che è rivolto a destra, compreso il volto di san Petronio. Ciò dà particolare espressività alle figure, che appaiono particolarmente irsute e arcigne, secondo uno stile molto originale. Particolarmente complessi sono i panneggi, con pieghe che amplificano il volume dei corpi, sottolineate dal chiaroscuro che le fa sembrare sbalzate nel metallo o nel marmo, secondo un fare tipico della scuola ferrarese.
In alto si trova una raffigurazione rimpicciolita dell'Annunciazione, mentre gli elementi decorativi (l'arco della nicchia in rovina, le candelabre con frutta, il filo di perle di corallo rosso e cristallo di rocca) rimandano a quell'esuberanza decorativa con citazioni dell'antico di matrice padovana, che erano molto diffusi in tutta l'Italia settentrionale.